# Вилсли, Йонас Грегор
Йонас Грегор Вилсли (дат. Jonas Gregaard Wilsly; род. 30 июля 1996 в коммуне Херлев, Дания) — датский профессиональный шоссейный велогонщик, выступающий с 2019 года за команду мирового тура «Astana Pro Team».

## Достижения
2015
1-й  Чемпионат Дании U23 в групповой гонке
1-й Этап 2 (КГ) ЗЛМ Тур
10-й Гран-при Рингерике
2016
1-й Тур Химмерланда
1-й  Горная классификация Тур Нормандии
2-й Гран-при Хернинга
5-й Кубок Карпат
6-й Гран-при Рингерике
10-й Гран-при Сюндвольдена
2017
1-й  Крейз Брейз Элит
1-й  Молодёжная классификация
3-й Тур Малопольши
1-й  Молодёжная классификация
6-й Гран-при Виборга
10-й Тур Дании
10-й Гран-при Рингерике
2018
1-й на этапе 4(TTT) - Тур де л’Авенир
3-й - Giro della Valle d'Aosta
4-й - Tour of Małopolska
1-й  Молодёжная классификация